# Васильев, Григорий Семёнович
Григо́рий Семёнович Васи́льев (22 сентября 1897 — 28 января 1943) — Герой Советского Союза, подполковник. Командовал 605-м стрелковым полком (232-я стрелковая дивизия, 60-я армия, Воронежский фронт).

## Биография
Родился 22 сентября 1897 года в селе Ефремкино Уфимской губернии (ныне Кармаскалинского района Республики Башкортостан) . Из крестьян. По национальности — чуваш. Окончил начальное училище.
В Красной Армии с 1918 года. Участник Гражданской войны (1918—1923). Член ВКП(б) с 1919 года. 01.09.1919 г. окончил Вятские советские пехотные курсы командного состава РККА. В 1924 году окончил Высшую объединённую военную школу. В 1929 году принимал участие в боях на КВЖД. В 1934 году окончил Военную академию имени М. В. Фрунзе. Участник вооружённых конфликтов с японскими милитаристами у озера Хасан в 1938 году и на реке Халхин-Гол в 1939 году.

## Годы войны
На фронтах Великой Отечественной войны — с октября 1941 года.
605-й стрелковый полк (232-я стрелковая дивизия, 60-я армия, Воронежский фронт) под командованием подполковника Г.С. Васильева 24—28 января 1943 года участвовал в освобождении сёл Верхненикольское, Яблочное, Кочетовка Воронежской области. Особенно ожесточенным был бой за село Кочетовка. Командир полка Г.С. Васильев в критический момент сражения сам повел полк в атаку. В рукопашном бою сопротивление противника было сломлено и он отступил, понеся большие потери в живой силе и технике.   
В одной из схваток 28 января 1943 года за посёлок Нижнее Турово Нижнедевицкого района Воронежской области подполковник Г.С. Васильев погиб.
Похоронен в братской могиле у села Хохол Воронежской области.

## Награды
- Медаль «Золотая Звезда» Героя Советского Союза (28.04.1943)[4]
- Орден Ленина
- Орден Красного Знамени
- Орден Красного Знамени (07.11.1942)[5]
- Медаль «20 лет РККА»
- медали

## Память
Именем Г.С. Васильева названы улица и школа в городе Бийске Алтайского края, где он жил несколько лет, музей-клуб в селе Семилуки Воронежской области. На родине Героя, у школы села Ефремкино, ему воздвигнут бюст. Первый бюст Г. С. Васильеву установлен в селе Нижнее Турово Воронежской области.